# Villa Dique Florentino Ameghino

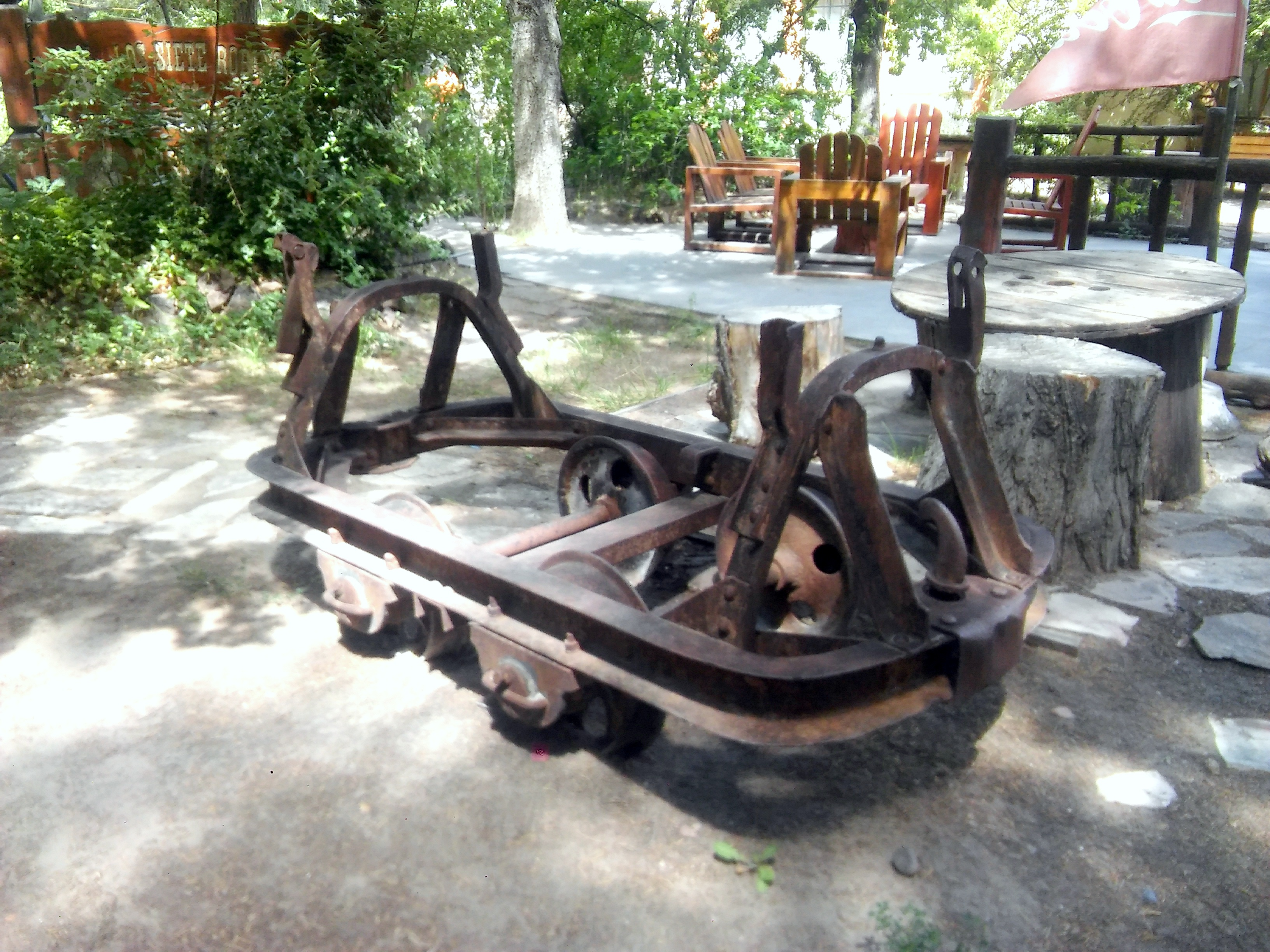
Restos de vagón minero con el que fueron hechos los túneles y el dique

Villa Dique Florentino Ameghino es una localidad argentina del Departamento Gaiman, provincia del Chubut.
Se encuentra en inmediaciones del Dique Florentino Ameghino sobre el Río Chubut, a 140 km al oeste de la ciudad de Trelew.

## Toponimia
Su nombre homenaje a la obra local de ingeniera Dique Florentino Ameghino; que su vez es un homenaje al celebre naturalista Florentino Ameghino.

## Acceso
Para acceder a la villa se debe tomar la ruta nacional 25 que va a Esquel. Luego, continuar hasta la localidad de Las Chapas y allí girar a la izquierda rumbo a la ruta provincial 31. Tras recorrer 12 kilómetros se arriba al dique Ameghino. Este acceso se encuentra totalmente asfaltado desde 2011. Por otro lado, otra sección de la ruta provincial 31 de ripio empalma hacia el sur con la  Ruta Nacional N.º 3 en el tramo entre Comodoro y Trelew. Este acceso que resulta ser el acceso más rápido desde el sur.

## Historia
La localidad nació por motivo del dique que desde el año 1943 iniciaba sus estudios de factibilidad las obras. Tiempo después, recién el 15 de marzo de 1950 se iniciaron las obras y para ello, también se inauguró la estación Dique Florentino Ameghino del Ferrocarril Central del Chubut en sus inmediaciones. La estación jugó un papel clave transportando todo el cemento para la obra. La gran afluencia de trabajadores en la obra determinó el inicio de la incipiente villa. De este modo, el por entonces gobernador de Chubut, Eduardo Picerno, emitió dos resoluciones por las que se creó una oficina de registro civil dependiente de la localidad vecina de Dolavon. Además, se designó ad referéndum del Ministerio del Interior el centro urbano en formación con el nombre de Eva Perón y se creó una Comisión de Fomento. No obstante, una resolución de diciembre de 1951 decidió dejar sin efecto ese nombre y, a partir de entonces, sus habitantes decidieron llamar al lugar Villa Dique Florentino Ameghino. Finalmente, en el año 1989, mediante la Ley N.º 3463 se estableció el 10 de julio de 1951 como la fecha fundacional de esta ciudad.
El ferrocarril fue clausurado definitivamente en 1961.Actualmente, aún persiste el andén y el tanque de agua de lo que fuera la estación. No obstante, fue desmantelado el edificio de chapa, sus vías y todo su material rodante.
Durante la construcción del dique la localidad vivió su auge: farmacias, un supermercado La Anónima y cine. La escuela N.º 9 estaba construida con material de la mejor calidad y tenía 1000 chicos a la mañana y la misma cantidad a la tarde. El pueblo una segunda sección llamada alta con algunas construcciones y que estaban cerca de la estación de trenes. Además, en este lugar podían aterrizar aviones y helicópteros. También, se disponía de teléfonos. En el campamento del sector superior, había usina propia, agua, hospital, una gamela grande, había un club. Todas las casas tenían cloacas y agua corriente.
Lamentablemente, con el fin de las obras del dique con la inauguración el 19 de abril de 1963 gran parte del personal abandonó el pueblo. Sin embargo, la vida continuó con algunos habitantes.
En 1995 el lugar es inmortalizado por el cine nacional al ser lugar de rodaje de Caballos Salvajes y que contó con la  actuación estelar de Héctor Alterio, Leonardo Sbaraglia y Cecilia Dopazo entre otros.
En 2002, ocurrió una tragedia, en el que alumnos de una escuela, con sus maestras (nueve personas en total) murieron y varios otros resultaron heridos, al desprenderse el puente el cual intentaban cruzar en número no permitido.
La villa fue afectada en febrero de 2010 por una fuerte tormenta que arruinó su acceso y obligó a pensar en pavimentar su ingreso.
En octubre de 2011 se marcó un hito con asfalto de 12 km en su acceso. Esta obra terminó haciendo mucho más cómodo el turismo. La obra también trajo adoquines y cordones cuneta por primera vez  a las calles de la villa. En ese mismo año se logró traer la obra de gas a la villa, pero a la fecha no fue concretada.

## Actividades turísticas
Hoy la villa es puntal para todo el Valle del Chubut como destino turístico. Desde los últimos años la villa viene ofreciendo la Fiesta de la Energía que reúne a muchos turistas que disfrutan de artesanos, emprendedores, productores y espectáculos. 
La lista de actividades se compone de  rafting, escalada en roca, trekking, safaris fotográficos y pesca de truchas en los remansos del río.
Las diversas actividades, sumado que es un lugar ideal para el descanso hacen que sus plazas hoteleras y campings gocen de buena ocupación. De este modo, la villa del dique tiene al turismo como gran motor económico a pesar de su sencilla población.

## Población
Contó con 156 habitantes (Indec, 2010), lo que representó un descenso del 30% frente a los 224 habitantes (Indec, 2001) del censo anterior. La población se compuso de 92 varones y 64 mujeres, lo que arrojó un índice de masculinidad del 143.75%. En tanto, las viviendas pasaron a ser 74.
Tras el censo de 2022 se conoció un nuevo crecimiento de la localidad con 174 habitantes y unas 103 viviendas.La población mantiene la categoría de comuna rural.  

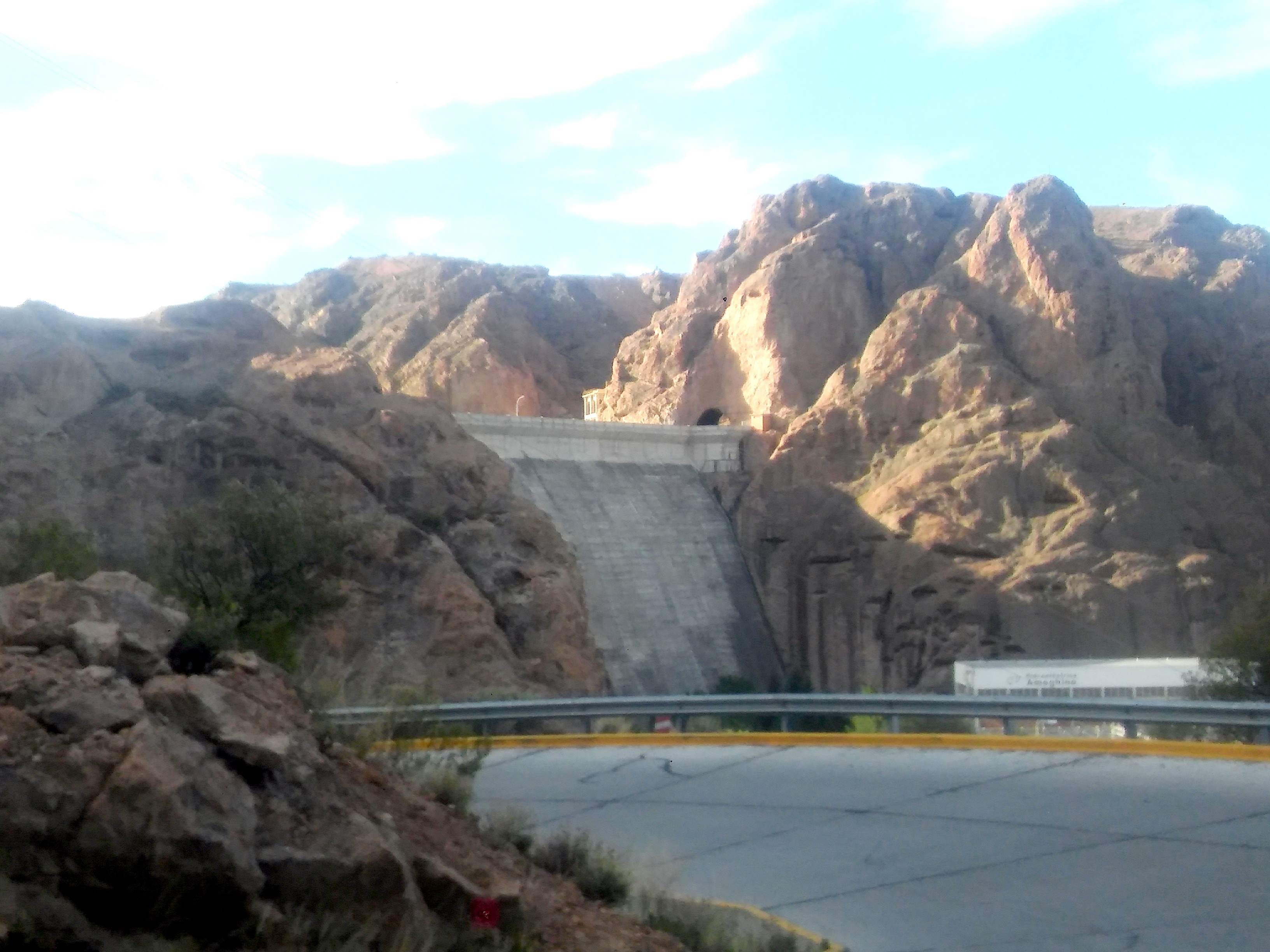
Murallón del dique desde la villa

| Gráfica de evolución demográfica de Villa Dique Florentino Ameghino entre 1991 y 2022 |
|                                                                                       |
| Fuente: Censos nacionales del INDEC                                                   |

## Galería

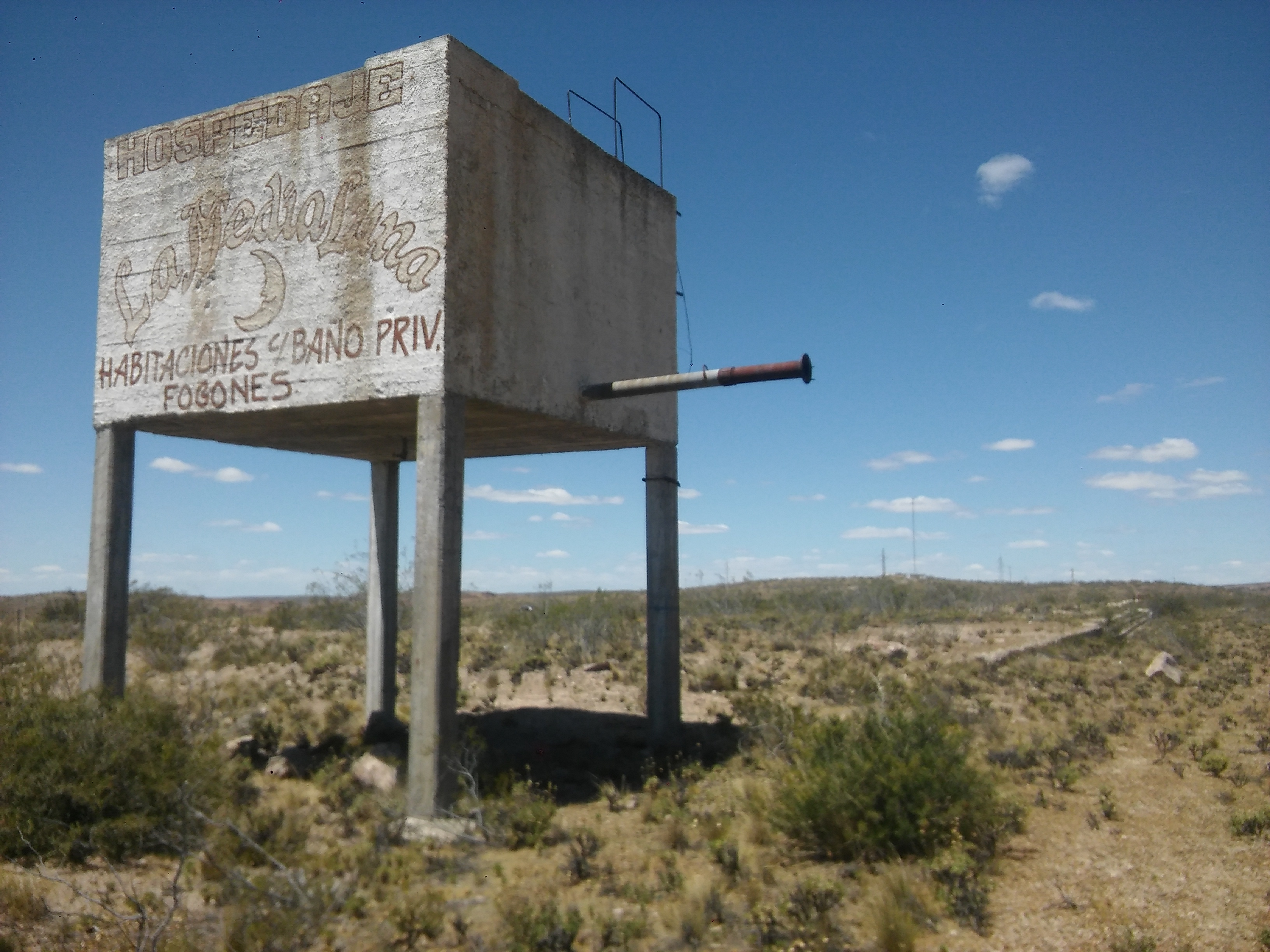
Restos del andén y playa de maniobras de la estación. Su edificio de chapa es un recuerdo y el tanque de cemento está intacto con el surtidor para locomotoras
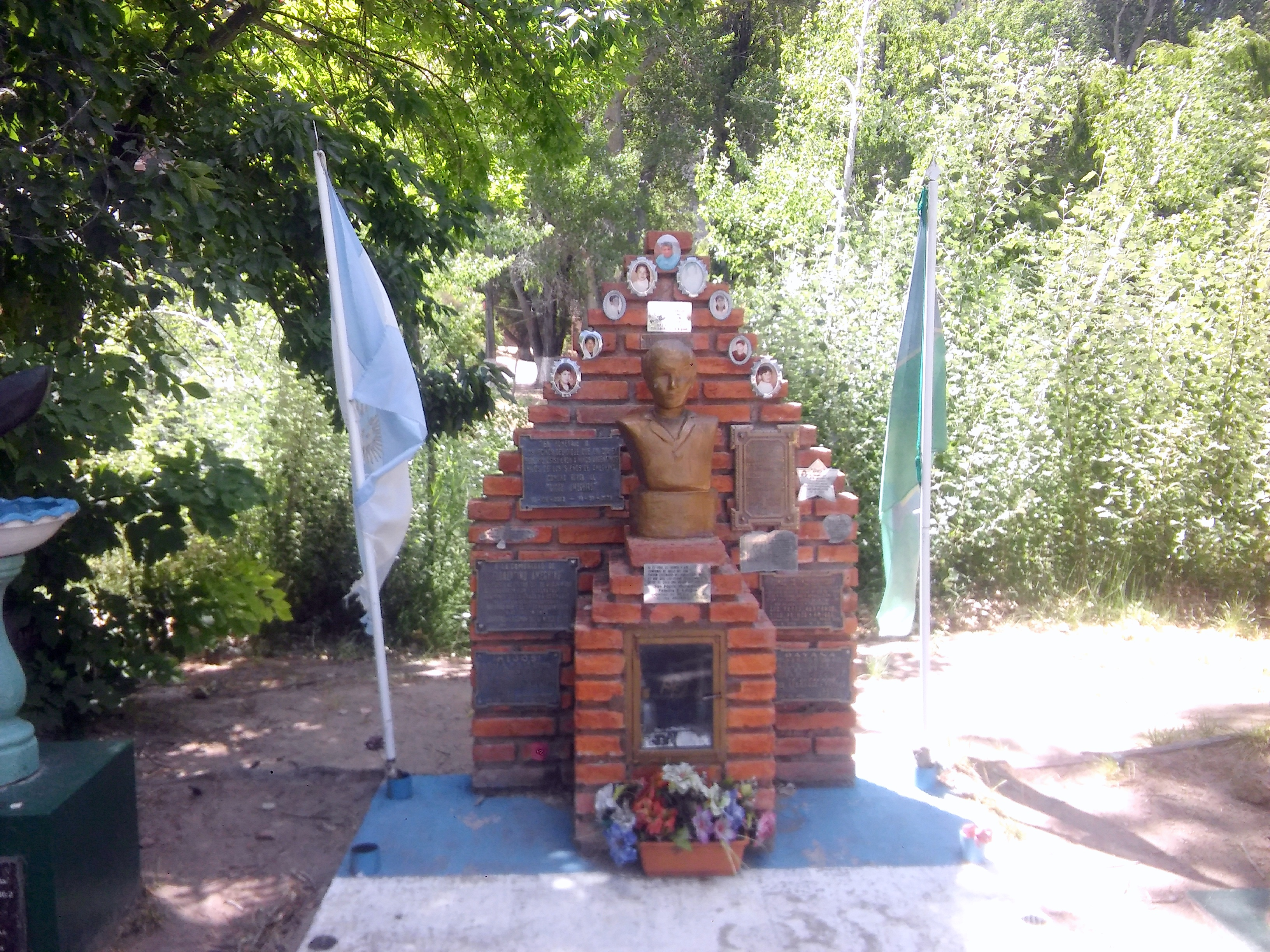
Monumento a los muertos del accidente
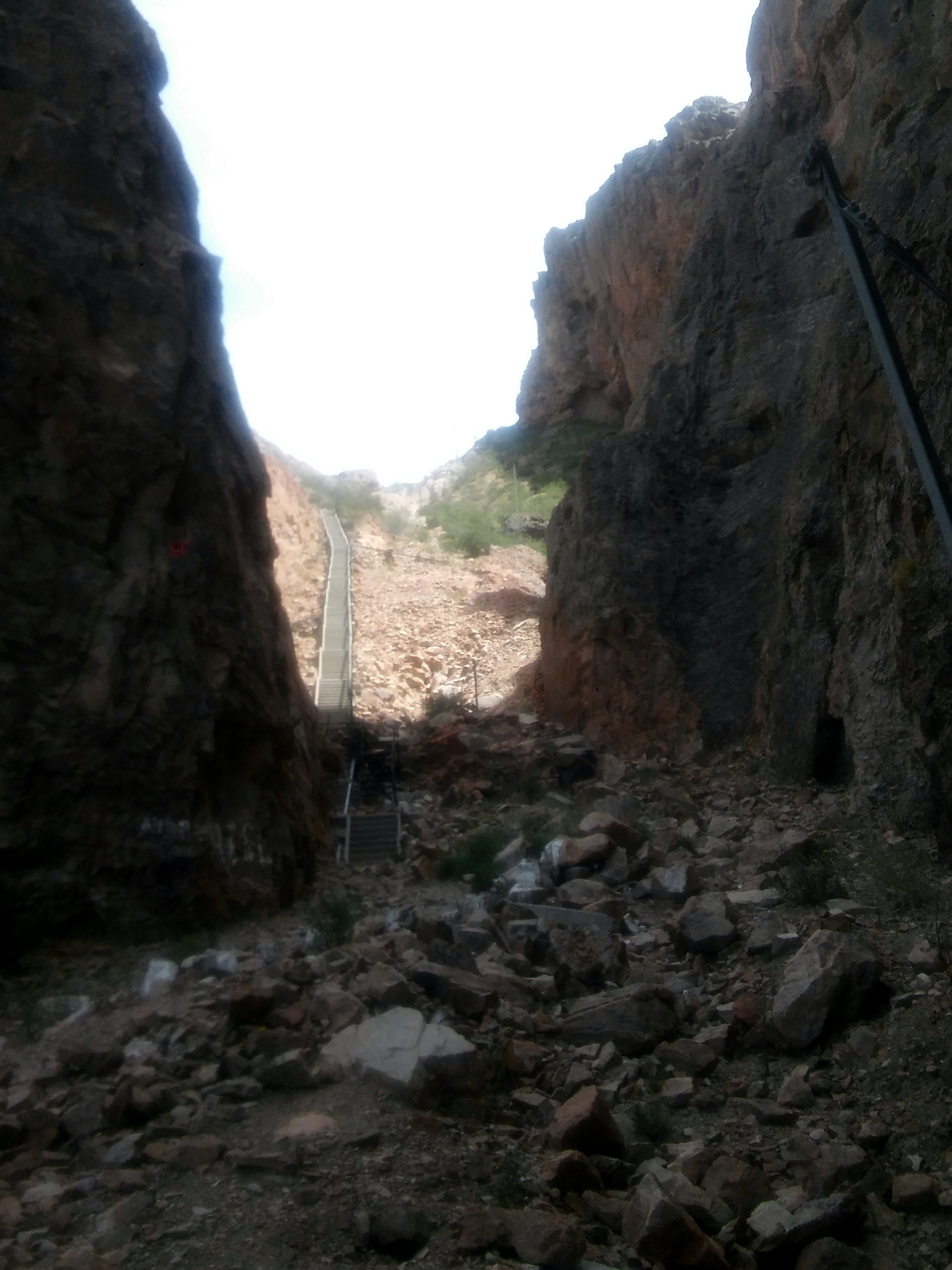
Lugar donde estuvo emplazado el funicular, en la actualidad hay una escalera que dirige a un mirador
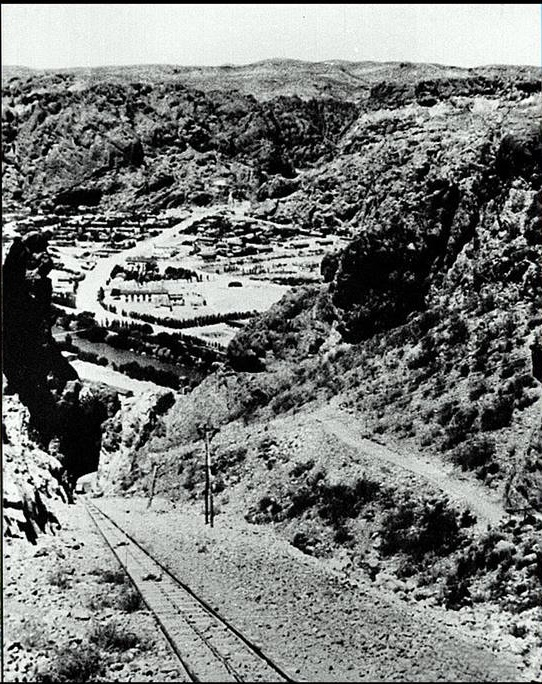
Funicular usado en la construcción del Dique Florentino Ameghino